# Tren Ligero de Sacramento
El Tren Ligero de Sacramento  o Sacramento Light Rail es un sistema de tren ligero que abastece al área metropolitana de Sacramento, California. Inaugurado el 12 de marzo de 1987, actualmente el Tren Ligero de Sacramento cuenta con 3 líneas y 50 estaciones.

## Administración
El Tren Ligero de Sacramento es administrado por Sacramento Regional Transit District.